# Sascha Mölders
Sascha Mölders (ur. 20 marca 1985 w Essen) – niemiecki piłkarz występujący na pozycji napastnika. Zawodnik klubu TSV 1860 Monachium.

## Kariera
Mölders jako junior grał w zespołach Vogelheimer SV Essen, Atletico Essen, SG Essen-Schönebeck oraz Schwarz-Weiß Essen. W 2003 roku trafił do Wackera Bergeborbeck, ale w 2004 roku wrócił do Schwarz-Weiß Essen. Spędził tam dwa lata, a w 2006 roku przeszedł do rezerw zespołu MSV Duisburg, grających w Oberlidze Nordrhein. W 2007 roku został włączony do pierwszej drużyny Duisburga, występującej w Bundeslidze. Zadebiutował w niej 30 września 2007 roku w przegranym 1:2 pojedynku z Hannoverem 96. W sezonie 2007/2008 w barwach Duisburga zagrał 11 razy.
W 2008 roku Mölders odszedł do Rot-Weiss Essen z Regionalligi West. Po półtora roku spędzonym w tym klubie, przeniósł się do drugoligowego FSV Frankfurt. Tam również występował przez półtora roku.
W 2011 roku Mölders został graczem pierwszoligowego FC Augsburg. Zadebiutował tam 6 sierpnia 2011 roku w zremisowanym 2:2 spotkaniu z SC Freiburg, w którym strzelił także dwa gole, które były jednocześnie jego pierwszymi w Bundeslidze.

### Statystyki klubowe
Aktualne na 11 maja 2019:
| Klub               | Sezon              | Liga                | Liga  | Liga   | Puchar kraju | Puchar kraju | Europa | Europa | Baraże | Baraże | Suma  | Suma   |
| Klub               | Sezon              | Liga                | Mecze | Bramki | Mecze        | Bramki       | Mecze  | Bramki | Mecze  | Bramki | Mecze | Bramki |
| ------------------ | ------------------ | ------------------- | ----- | ------ | ------------ | ------------ | ------ | ------ | ------ | ------ | ----- | ------ |
| MSV Duisburg       | 2007/2008          | Bundesliga          | 11    | 0      | 1            | 0            | –      | –      | –      | –      | 12    | 0      |
| MSV Duisburg       | Ogólnie            | Ogólnie             | 11    | 0      | 1            | 0            | 0      | 0      | 0      | 0      | 12    | 0      |
| Rot-Weiss Essen    | 2008/2009          | Regionalliga West   | 34    | 28     | 1            | 0            | –      | –      | –      | –      | 35    | 28     |
| Rot-Weiss Essen    | 2009/2010          | Regionalliga West   | 18    | 14     | 0            | 0            | –      | –      | –      | –      | 18    | 14     |
| Rot-Weiss Essen    | Ogólnie            | Ogólnie             | 52    | 42     | 1            | 0            | 0      | 0      | 0      | 0      | 53    | 42     |
| FSV Frankfurt      | 2009/2010 w        | 2 Bundesliga        | 13    | 3      | 0            | 0            | –      | –      | –      | –      | 13    | 3      |
| FSV Frankfurt      | 2010/2011          | 2 Bundesliga        | 34    | 15     | 2            | 0            | –      | –      | –      | –      | 36    | 15     |
| FSV Frankfurt      | Ogólnie            | Ogólnie             | 47    | 18     | 2            | 0            | 0      | 0      | 0      | 0      | 49    | 18     |
| FC Augsburg        | 2011/2012          | Bundesliga          | 29    | 5      | 1            | 0            | –      | –      | –      | –      | 30    | 5      |
| FC Augsburg        | 2012/2013          | Bundesliga          | 24    | 10     | 1            | 0            | –      | –      | –      | –      | 25    | 10     |
| FC Augsburg        | 2013/2014          | Bundesliga          | 23    | 2      | 3            | 1            | –      | –      | –      | –      | 26    | 3      |
| FC Augsburg        | 2014/2015          | Bundesliga          | 12    | 1      | 0            | 0            | –      | –      | –      | –      | 12    | 1      |
| FC Augsburg        | 2015/2016 j        | Bundesliga          | 4     | 0      | 1            | 1            | –      | –      | –      | –      | 5     | 1      |
| FC Augsburg        | Ogólnie            | Ogólnie             | 92    | 18     | 6            | 2            | 0      | 0      | 0      | 0      | 98    | 20     |
| TSV 1860 Monachium | 2015/2016 w        | 2 Bundesliga        | 15    | 4      | 0            | 0            | –      | –      | –      | –      | 15    | 4      |
| TSV 1860 Monachium | 2016/2017          | 2 Bundesliga        | 20    | 3      | 1            | 0            | –      | –      | 2      | 0      | 23    | 3      |
| TSV 1860 Monachium | 2017/2018          | Regionalliga Bayern | 35    | 22     | 2            | 2            | –      | –      | –      | –      | 37    | 24     |
| TSV 1860 Monachium | 2018/2019          | 3 Liga              | 34    | 8      | 2            | 0            | –      | –      | –      | –      | 36    | 8      |
| TSV 1860 Monachium | Ogólnie            | Ogólnie             | 104   | 37     | 5            | 2            | 0      | 0      | 2      | 0      | 111   | 39     |
| Ogólnie w karierze | Ogólnie w karierze | Ogólnie w karierze  | 306   | 115    | 15           | 4            | 0      | 0      | 2      | 0      | 323   | 119    |